# Liste der Baudenkmale in Potsdam/K
Dieser Teil der Liste beinhaltet die Denkmale in Potsdam, die sich in Straßen befinden, die mit K beginnen. Der Stand der Liste ist der 31. Dezember 2020.

## Legende
In den Spalten befinden sich folgende Informationen:
- ID-Nr.: Die Nummer wird vom Brandenburgischen Landesamt für Denkmalpflege vergeben. Ein Link hinter der Nummer führt zum Eintrag über das Denkmal in der Denkmaldatenbank. In dieser Spalte kann sich zusätzlich das Wort Wikidata befinden, der entsprechende Link führt zu Angaben zu diesem Denkmal bei Wikidata.
- Lage: die Adresse des Denkmales und die geographischen Koordinaten. Link zu einem Kartenansichtstool, um Koordinaten zu setzen. In der Kartenansicht sind Denkmale ohne Koordinaten mit einem roten beziehungsweise orangen Marker dargestellt und können in der Karte gesetzt werden. Denkmale ohne Bild sind mit einem blauen bzw. roten Marker gekennzeichnet, Denkmale mit Bild mit einem grünen beziehungsweise orangen Marker.
- Bezeichnung: Bezeichnung in den offiziellen Listen des Brandenburgischen Landesamtes für Denkmalpflege. Ein Link hinter der Bezeichnung führt zum Wikipedia-Artikel über das Denkmal.
- Beschreibung: die Beschreibung des Denkmales
- Bild: ein Bild des Denkmales und gegebenenfalls einen Link zu weiteren Fotos des Baudenkmals im Medienarchiv Wikimedia Commons

## Baudenkmale
| ID-Nr.   | Lage | Bezeichnung | Beschreibung | Bild |
| -------- | --- | --- | --- | --- |
| 09156267 | Eiche Kaiser-Friedrich-Straße 103 (Lage) | Dorfkirche Eiche mit zwei Grabmalen an der Kirchenaußenwand                                                              | | weitere Bilder |
| 09156164 | Eiche Kaiser-Friedrich-Straße 106 (Lage) | Schulhaus mit Badehaus und Stall                                                                                         | | weitere Bilder |
| 09157279 | Eiche Kaiser-Friedrich-Straße 143 (Lage) | Mehrzweckgebäude auf dem Gelände der brandenburgischen Landespolizei Potsdam-Eiche                                       | | Mehrzweckgebäude auf dem Gelände der brandenburgischen Landespolizei Potsdam-Eiche |
| 09156622 | Nauener Vorstadt Kapellenberg (Lage) | Kapellenberg mit Gartenanlage und Königlichem Teehaus                                                                    | | [[Vorlage:Bilderwunsch/code!/O:Königliches Landhaus!/C:52.415549,13.058095!/D:Nauener Vorstadt Kapellenberg, Kapellenberg mit Gartenanlage und Königlichem Teehaus!/\|BW]]                                                          |
| 09155903 | Babelsberg Nord Karl-Gruhl-Straße 1 (Lage) | Kolonistenhaus in der alten „Kolonie Nowawes“                                                                            | Baujahr: 1876 | Kolonistenhaus in der alten „Kolonie Nowawes“ |
| 09155904 | Babelsberg Nord Karl-Gruhl-Straße 2 (Lage) | Kolonistenhaus in der alten „Kolonie Nowawes“                                                                            | Baujahr: 1829 | Kolonistenhaus in der alten „Kolonie Nowawes“ |
| 09155906 | Babelsberg Nord Karl-Gruhl-Straße 5 (Lage) | Kolonistenhaus in der alten „Kolonie Nowawes“                                                                            | Baujahr: vor 1874 | Kolonistenhaus in der alten „Kolonie Nowawes“ |
| 09155907 | Babelsberg Nord Karl-Gruhl-Straße 6 (Lage) | Kolonistenhaus in der alten „Kolonie Nowawes“                                                                            | Baujahr: 1752 | Kolonistenhaus in der alten „Kolonie Nowawes“ |
| 09155908 | Babelsberg Nord Karl-Gruhl-Straße 7 (Lage) | Kolonistenhaus in der alten „Kolonie Nowawes“                                                                            | Baujahr: 1752 | Kolonistenhaus in der alten „Kolonie Nowawes“ |
| 09155909 | Babelsberg Nord Karl-Gruhl-Straße 9 (Lage) | Kolonistenhaus in der alten „Kolonie Nowawes“                                                                            | Baujahr: nach 1873 | Kolonistenhaus in der alten „Kolonie Nowawes“ |
| 09155910 | Babelsberg Nord Karl-Gruhl-Straße 10 (Lage) | Kolonistenhaus in der alten „Kolonie Nowawes“                                                                            | Baujahr: 1752 | Kolonistenhaus in der alten „Kolonie Nowawes“ |
| 09155911 | Babelsberg Nord Karl-Gruhl-Straße 18 (Lage) | Kolonistenhaus in der alten „Kolonie Nowawes“                                                                            | Baujahr: vor 1874 | Kolonistenhaus in der alten „Kolonie Nowawes“ |
| 09155912 | Babelsberg Nord Karl-Gruhl-Straße 18a-b (Lage) | Kolonistenhaus in der alten „Kolonie Nowawes“                                                                            | Baujahr: vor 1874 | Kolonistenhaus in der alten „Kolonie Nowawes“ |
| 09155913 | Babelsberg Nord Karl-Gruhl-Straße 19 (Lage) | Kolonistenhaus mit Bäckerei in der Kolonie Nowawes                                                                       | Baujahr: 1753 | Kolonistenhaus mit Bäckerei in der Kolonie Nowawes |
| 09155914 | Babelsberg Nord Karl-Gruhl-Straße 20 (Lage) | Kolonistenhaus in der alten „Kolonie Nowawes“                                                                            | Baujahr: vor 1866 | Kolonistenhaus in der alten „Kolonie Nowawes“ |
| 09155915 | Babelsberg Nord Karl-Gruhl-Straße 22 (Lage) | Kolonistenhaus in der alten „Kolonie Nowawes“                                                                            | Baujahr: 1753, Umbau um 1866 | Kolonistenhaus in der alten „Kolonie Nowawes“ |
| 09155916 | Babelsberg Nord Karl-Gruhl-Straße 23 (Lage) | Kolonistenhaus in der alten „Kolonie Nowawes“                                                                            | | Kolonistenhaus in der alten „Kolonie Nowawes“ |
| 09155917 | Babelsberg Nord Karl-Gruhl-Straße 24 (Lage) | Kolonistenhaus in der alten „Kolonie Nowawes“                                                                            | Baujahr: 1753 | Kolonistenhaus in der alten „Kolonie Nowawes“ |
| 09155918 | Babelsberg Nord Karl-Gruhl-Straße 25, 26, 27 (Lage) | Kolonistenhaus in der alten „Kolonie Nowawes“                                                                            | Baujahr: 1753, Umbau vor 1874 | Kolonistenhaus in der alten „Kolonie Nowawes“ |
| 09155919 | Babelsberg Nord Karl-Gruhl-Straße 30 (Lage) | Mietwohnhaus in der alten „Kolonie Nowawes“                                                                              | Baujahr: 1942 | Mietwohnhaus in der alten „Kolonie Nowawes“ |
| 09155920 | Babelsberg Nord Karl-Gruhl-Straße 31 (Lage) | Kolonistenhaus in der alten „Kolonie Nowawes“                                                                            | Baujahr: 1753, Erweiterung um 1862, um 1874 | Kolonistenhaus in der alten „Kolonie Nowawes“ |
| 09155921 | Babelsberg Nord Karl-Gruhl-Straße 32 (Lage) | Kolonistenhaus in der alten „Kolonie Nowawes“                                                                            | Baujahr: 1753, Erweiterung um 1862, um 1874 | Kolonistenhaus in der alten „Kolonie Nowawes“ |
| 09155922 | Babelsberg Nord Karl-Gruhl-Straße 33, 34 (Lage) | Kolonistenhaus in der alten „Kolonie Nowawes“                                                                            | Baujahr: 1753, Umbau nach 1875 | Kolonistenhaus in der alten „Kolonie Nowawes“ |
| 09155923 | Babelsberg Nord Karl-Gruhl-Straße 38 (Lage) | Kolonistenhaus in der alten „Kolonie Nowawes“                                                                            | Baujahr: 1753 | Kolonistenhaus in der alten „Kolonie Nowawes“ |
| 09155924 | Babelsberg Nord Karl-Gruhl-Straße 40 (Lage) | Kolonistenhaus in der alten „Kolonie Nowawes“                                                                            | Baujahr: 1753 | Kolonistenhaus in der alten „Kolonie Nowawes“ |
| 09155926 | Babelsberg Nord Karl-Gruhl-Straße 54 (Lage) | Kolonistenhaus in der alten „Kolonie Nowawes“                                                                            | Baujahr: 1752, Umbau um 1910 | Kolonistenhaus in der alten „Kolonie Nowawes“ |
| 09155927 | Babelsberg Nord Karl-Gruhl-Straße 55 (Lage) | Kolonistenhaus, Gründungsstätte der KPD, Ortsverband Nowawes in der alten „Kolonie Nowawes“                              | 1752, Erweiterung nach 1874 | Kolonistenhaus, Gründungsstätte der KPD, Ortsverband Nowawes in der alten „Kolonie Nowawes“ |
| 09155928 | Babelsberg Nord Karl-Gruhl-Straße 56a (Lage) | Kolonistenhaus in der alten „Kolonie Nowawes“                                                                            | 1752, Erweiterung nach 1874 | Kolonistenhaus in der alten „Kolonie Nowawes“ |
| 09155929 | Babelsberg Nord Karl-Gruhl-Straße 59 (Lage) | Mietwohnhaus in der alten „Kolonie Nowawes“                                                                              | | Mietwohnhaus in der alten „Kolonie Nowawes“ |
| 09155930 | Babelsberg Nord Karl-Gruhl-Straße 63 (Lage) | Kolonistenhaus in der alten „Kolonie Nowawes“                                                                            | | Kolonistenhaus in der alten „Kolonie Nowawes“ |
| 09155931 | Babelsberg Nord Karl-Gruhl-Straße 64 (Lage) | Kolonistenhaus in der alten „Kolonie Nowawes“                                                                            | | Kolonistenhaus in der alten „Kolonie Nowawes“ |
| 09155932 | Babelsberg Nord Karl-Gruhl-Straße 65, 66 (Lage) | Kolonistenhaus in der alten „Kolonie Nowawes“                                                                            | | Kolonistenhaus in der alten „Kolonie Nowawes“ |
| 09155934 | Babelsberg Nord Karl-Liebknecht-Straße 12 (Lage) | Kolonistenhaus in der alten „Kolonie Nowawes“                                                                            | Baujahr 1752 | Kolonistenhaus in der alten „Kolonie Nowawes“ |
| 09155935 | Babelsberg Nord Karl-Liebknecht-Straße 13 (Lage) | Kolonistenhaus in der alten „Kolonie Nowawes“                                                                            | Baujahr 1752 | Kolonistenhaus in der alten „Kolonie Nowawes“ |
| 09155936 | Babelsberg Nord Karl-Liebknecht-Straße 15 (Lage) | Kolonistenhaus in der alten „Kolonie Nowawes“                                                                            | | Kolonistenhaus in der alten „Kolonie Nowawes“ |
| 09155937 | Babelsberg Nord Karl-Liebknecht-Straße 16 (Lage) | Wohn- und Geschäftshaus in der alten „Kolonie Nowawes“                                                                   | | Wohn- und Geschäftshaus in der alten „Kolonie Nowawes“ |
| 09155938 | Babelsberg Nord Karl-Liebknecht-Straße 22 (Lage) | Kolonistenhaus in der alten „Kolonie Nowawes“                                                                            | | Kolonistenhaus in der alten „Kolonie Nowawes“ |
| 09155939 | Babelsberg Nord Karl-Liebknecht-Straße 23 (Lage) | Kolonistenhaus in der alten „Kolonie Nowawes“                                                                            | | Kolonistenhaus in der alten „Kolonie Nowawes“ |
| 09155940 | Babelsberg Nord Karl-Liebknecht-Straße 24 (Lage) | Wohn- und Geschäftshaus in der alten „Kolonie Nowawes“                                                                   | | Wohn- und Geschäftshaus in der alten „Kolonie Nowawes“ |
| 09155941 | Babelsberg Nord Karl-Liebknecht-Straße 25 (Lage) | Kolonistenhaus in der alten „Kolonie Nowawes“                                                                            | | Kolonistenhaus in der alten „Kolonie Nowawes“ |
| 09155942 | Babelsberg Nord Karl-Liebknecht-Straße 27 (Lage) | Kolonistenhaus in der alten „Kolonie Nowawes“                                                                            | | Kolonistenhaus in der alten „Kolonie Nowawes“ |
| 09155943 | Babelsberg Nord Karl-Liebknecht-Straße 28 (Lage) | Kolonistenhaus in der alten „Kolonie Nowawes“                                                                            | | Kolonistenhaus in der alten „Kolonie Nowawes“ |
| 09155944 | Babelsberg Nord Karl-Liebknecht-Straße 32 (Lage) | Wohn- und Geschäftshaus in der alten „Kolonie Nowawes“                                                                   | | Wohn- und Geschäftshaus in der alten „Kolonie Nowawes“ |
| 09155945 | Babelsberg Nord Karl-Liebknecht-Straße 36 (Lage) | Kolonistenhaus in der alten „Kolonie Nowawes“                                                                            | | Kolonistenhaus in der alten „Kolonie Nowawes“ |
| 09155946 | Babelsberg Nord Karl-Liebknecht-Straße 37 (Lage) | Wohn- und Geschäftshaus in der alten „Kolonie Nowawes“                                                                   | | Wohn- und Geschäftshaus in der alten „Kolonie Nowawes“ |
| 09155947 | Babelsberg Nord Karl-Liebknecht-Straße 38 (Lage) | Kolonistenhaus in der alten „Kolonie Nowawes“                                                                            | | Kolonistenhaus in der alten „Kolonie Nowawes“ |
| 09155948 | Babelsberg Nord Karl-Liebknecht-Straße 40 (Lage) | Kolonistenhaus in der alten „Kolonie Nowawes“                                                                            | | Kolonistenhaus in der alten „Kolonie Nowawes“ |
| 09155949 | Babelsberg Nord Karl-Liebknecht-Straße 42 (Lage) | Kolonistenhaus in der alten „Kolonie Nowawes“                                                                            | | Kolonistenhaus in der alten „Kolonie Nowawes“ |
| 09155950 | Babelsberg Nord Karl-Liebknecht-Straße 43 (Lage) | Kolonistenhaus in der alten „Kolonie Nowawes“                                                                            | | Kolonistenhaus in der alten „Kolonie Nowawes“ |
| 09155951 | Babelsberg Nord Karl-Liebknecht-Straße 92, Grenzstraße 7 (Lage)                                                                                           | Kolonistenhaus in der alten „Kolonie Nowawes“                                                                            | | Kolonistenhaus in der alten „Kolonie Nowawes“ |
| 09155952 | Babelsberg Nord Karl-Liebknecht-Straße 93, 94 (Lage) | Kolonistenhaus in der alten „Kolonie Nowawes“                                                                            | | Kolonistenhaus in der alten „Kolonie Nowawes“ |
| 09155953 | Babelsberg Nord Karl-Liebknecht-Straße 95, 97 (Lage) | Kolonistenhaus in der alten „Kolonie Nowawes“                                                                            | | Kolonistenhaus in der alten „Kolonie Nowawes“ |
| 09155954 | Babelsberg Nord Karl-Liebknecht-Straße 98 (Lage) | Mietwohnhaus in der alten „Kolonie Nowawes“                                                                              | | Mietwohnhaus in der alten „Kolonie Nowawes“ |
| 09155955 | Babelsberg Nord Karl-Liebknecht-Straße 99 (Lage) | Kolonistenhaus in der alten „Kolonie Nowawes“                                                                            | | Kolonistenhaus in der alten „Kolonie Nowawes“ |
| 09155956 | Babelsberg Nord Karl-Liebknecht-Straße 100, 101 (Lage) | Kolonistenhaus in der alten „Kolonie Nowawes“                                                                            | | Kolonistenhaus in der alten „Kolonie Nowawes“ |
| 09155957 | Babelsberg Nord Karl-Liebknecht-Straße 103 (Lage) | Kolonistenhaus in der alten „Kolonie Nowawes“                                                                            | | Kolonistenhaus in der alten „Kolonie Nowawes“ |
| 09155958 | Babelsberg Nord Karl-Liebknecht-Straße 104 (Lage) | Kolonistenhaus in der alten „Kolonie Nowawes“                                                                            | | Kolonistenhaus in der alten „Kolonie Nowawes“ |
| 09155959 | Babelsberg Nord Karl-Liebknecht-Straße 105 (Lage) | Kolonistenhaus in der alten „Kolonie Nowawes“                                                                            | | Kolonistenhaus in der alten „Kolonie Nowawes“ |
| 09155961 | Babelsberg Nord Karl-Liebknecht-Straße 107 (Lage) | Kolonistenhaus in der alten „Kolonie Nowawes“                                                                            | | Kolonistenhaus in der alten „Kolonie Nowawes“ |
| 09155962 | Babelsberg Nord Karl-Liebknecht-Straße 109 (Lage) | Wohn- und Geschäftshaus in der alten „Kolonie Nowawes“                                                                   | | Wohn- und Geschäftshaus in der alten „Kolonie Nowawes“ |
| 09155963 | Babelsberg Nord Karl-Liebknecht-Straße 110 (Lage) | Wohn- und Geschäftshaus in der alten „Kolonie Nowawes“                                                                   | | Wohn- und Geschäftshaus in der alten „Kolonie Nowawes“ |
| 09155964 | Babelsberg Nord Karl-Liebknecht-Straße 113 (Lage) | Kolonistenhaus in der alten „Kolonie Nowawes“                                                                            | | Kolonistenhaus in der alten „Kolonie Nowawes“ |
| 09155965 | Babelsberg Nord Karl-Liebknecht-Straße 115 (Lage) | Kolonistenhaus in der alten „Kolonie Nowawes“                                                                            | | Kolonistenhaus in der alten „Kolonie Nowawes“ |
| 09155966 | Babelsberg Nord Karl-Liebknecht-Straße 121 (Lage) | Wohn- und Geschäftshaus in der alten „Kolonie Nowawes“                                                                   | | Wohn- und Geschäftshaus in der alten „Kolonie Nowawes“ |
| 09155967 | Babelsberg Nord Karl-Liebknecht-Straße 127 (Lage) | Wohn- und Geschäftshaus in der alten „Kolonie Nowawes“                                                                   | | Wohn- und Geschäftshaus in der alten „Kolonie Nowawes“ |
| 09155968 | Babelsberg Nord Karl-Liebknecht-Straße 135 (Lage) | Rathaus von Nowawes in der alten „Kolonie Nowawes“                                                                       | Das ehemalige Rathaus von Nowawes wurde 1898/99 nach Plänen von Otto Kerwien errichtet. | weitere Bilder |
| 09156812 | Babelsberg Nord Karl-Liebknecht-Straße 138 (Lage) | Postgebäude | Das ehemalige Postamt Babelsberg entstand 1966–1969 nach Plänen des Architekten Wolfgang Müller. | Postgebäude |
| 09156305 | Babelsberg Nord Karl-Marx-Straße 1 (Lage) | Villa Katsch mit Einfriedung                                                                                             | Die um 1890 errichtete Villa wurde um 1905 durch die Architekten Hermann Ende und Wilhelm Böckmann für den Fabrikanten Herbert Quandt umgebaut.                                                                                      | Villa Katsch mit Einfriedung |
| 09156165 | Babelsberg Nord Karl-Marx-Straße 2 (Lage) | Villa Müller-Grote mit Einfriedung                                                                                       | Die Villa wurde 1891–1892 von Karl von Großheim und Heinrich Joseph Kayser errichtet. Bekannt wurde sie als „Truman-Villa“, da Harry S. Truman während der Potsdamer Konferenz hier wohnte.                                          | weitere Bilder |
| 09156631 | Babelsberg Nord Karl-Marx-Straße 3 (Lage) | Villa Stern mit Einfriedung                                                                                              | Die Villa wurde 1874 nach Plänen der Architekten Hermann Ende und Wilhelm Böckmann errichtet und 1919–1920 durch den Architekten Max Landsberg umgebaut.                                                                             | Villa Stern mit Einfriedung |
| 09156632 | Babelsberg Nord Karl-Marx-Straße 4 (Lage) | Schweizerhaus Fernbach                                                                                                   | | Schweizerhaus Fernbach |
| 09156633 | Babelsberg Nord Karl-Marx-Straße 6 (Lage) | Landhaus Weber mit Garage, Resten der Gartenanlage und Einfriedungen                                                     | | Landhaus Weber mit Garage, Resten der Gartenanlage und Einfriedungen |
| 09157362 | Babelsberg Nord Karl-Marx-Straße 12 (Lage) | Landhaus Wentzel-Heckmann III mit hausnahem Garten und Einfriedung                                                       | | [[Vorlage:Bilderwunsch/code!/C:52.398776,13.117821!/D:Babelsberg Nord Karl-Marx-Straße 12, Landhaus Wentzel-Heckmann III mit hausnahem Garten und Einfriedung!/\|BW]]                                                               |
| 09156634 | Babelsberg Nord Karl-Marx-Straße 15 (Lage) | Villa von Holst, Gelpcke                                                                                                 | | Villa von Holst, Gelpcke |
| 09156578 | Babelsberg Nord Karl-Marx-Straße 18a (Lage) | Remisen- und Stallgebäude der Villa Martin                                                                               | Fachwerkbau um 1903 von Bodo Ebhardt. Ehemalige Remise und Pferdestall der Villa Martin / Villa Flohr. Bauherr Eduard Martin. | Remisen- und Stallgebäude der Villa Martin |
| 09156635 | Babelsberg Nord Karl-Marx-Straße 21 (Lage) | Landhaus mit Resten der Einfriedung                                                                                      | | Landhaus mit Resten der Einfriedung |
| 09156768 | Babelsberg Nord Karl-Marx-Straße 23 (Lage) | Landhaus Schnabel | | Landhaus Schnabel |
| 09156701 | Babelsberg Nord Karl-Marx-Straße 24 (Lage) | Wohnhaus Lettermann mit Einfriedung und Bunker                                                                           | | Wohnhaus Lettermann mit Einfriedung und Bunker |
| 09156064 | Babelsberg Nord Karl-Marx-Straße 27 (Lage) | Villa Herpich mit Gedenktafel in Erinnerung an den Wohnsitz der sowjetischen Delegation zur Potsdamer Konferenz          | Die Villa wurde 1910/11 nach Plänen von Alfred Grenander errichtet für Paul Herpich, Mitinhaber des Berliner Kaufhauses C. A. Herpich Söhne. Während der Potsdamer Konferenz 1945 wohnte hier Stalin.                                | Villa Herpich mit Gedenktafel in Erinnerung an den Wohnsitz der sowjetischen Delegation zur Potsdamer Konferenz |
| 09156065 | Babelsberg Nord Karl-Marx-Straße 28/29 (Lage) | Villa Mosler | Die Villa wurde 1924–1926 nach Plänen Ludwig Mies van der Rohes für das Vorstandsmitglied der Dresdner Bank Georg Mosler erbaut. | Villa Mosler |
| 09156799 | Babelsberg Nord Karl-Marx-Straße 30/31 (Lage) | Villa von Achenbach mit Einfriedung                                                                                      | Die Villa wurde für den Landrat des Kreises Teltow Adolf von Achenbach erbaut. | Villa von Achenbach mit Einfriedung |
| 09156802 | Babelsberg Nord Karl-Marx-Straße 32 (Lage) | Villa Berglas mit Einfriedung und Resten der Gartenanlage                                                                | | Villa Berglas mit Einfriedung und Resten der Gartenanlage |
| 09156770 | Babelsberg Nord Karl-Marx-Straße 35 (Lage) | Landhaus Wilberg | | Landhaus Wilberg |
| 09156707 | Babelsberg Nord Karl-Marx-Straße 44 (Lage) | Stall-, Remisen- und Gärtnerwohnhaus                                                                                     | | Stall-, Remisen- und Gärtnerwohnhaus |
| 09156691 | Babelsberg Nord Karl-Marx-Straße 66 (Lage) | Villa Lademann | Die Villa, auch Lilienthalburg genannt, wurde 1895 nach Plänen von Gustav Lilienthal erbaut. | Villa Lademann |
| 09156233 | Babelsberg Nord Karl-Marx-Straße 73 (Lage) | Landhaus | Das Haus wurde von Emanuel Heimann im Stil eines Landhauses 1912 für die Terraingesellschaft Neubabelsberg erbaut. | Landhaus |
| 09156277 | Nördliche Innenstadt Kiezstraße (Lage) | Straßenraum im Kiez-Viertel, ursprünglich slawische Siedlung                                                             | Straßenraum im Kiez-Viertel | [[Vorlage:Bilderwunsch/code!/C:52.39456,13.050204!/D:Nördliche Innenstadt Kiezstraße, Straßenraum im Kiez-Viertel, ursprünglich slawische Siedlung!/\|BW]]                                                                          |
| 09155087 | Nördliche Innenstadt Kiezstraße 4 (Lage) | Bürgerliches Wohnhaus | Baujahr: 1777 Baumeister: Georg Christian Unger | Bürgerliches Wohnhaus |
| 09155088 | Nördliche Innenstadt Kiezstraße 5 (Lage) | Bürgerliches Wohnhaus | Baujahr: 1780 Baumeister: Georg Christian Unger | Bürgerliches Wohnhaus |
| 09155089 | Nördliche Innenstadt Kiezstraße 6 (Lage) | Bürgerliches Wohnhaus | Baujahr: 1780 Baumeister: Georg Christian Unger | Bürgerliches Wohnhaus |
| 09155090 | Nördliche Innenstadt Kiezstraße 9 (Lage) | Bürgerliches Wohnhaus, aufgestockt                                                                                       | Baujahr: 1781, 1871 aufgestockt Baumeister: Georg Christian Unger oder Carl von Gontard | [[Vorlage:Bilderwunsch/code!/C:52.394627,13.049759!/D:Nördliche Innenstadt Kiezstraße 9, Bürgerliches Wohnhaus, aufgestockt!/\|BW]]                                                                                                 |
| 09155092 | Nördliche Innenstadt Kiezstraße 10 (Lage) | Gebäude der Loge „Minerva“                                                                                               | Der Saalbau entstand 1844/45 nach Entwürfen von Ludwig Persius und wurde 1968–1972 leicht verändert. | [[Vorlage:Bilderwunsch/code!/C:52.394311,13.050137!/D:Nördliche Innenstadt Kiezstraße 10, Gebäude der Loge „Minerva“!/\|BW]] |
| 09155091 | Nördliche Innenstadt Kiezstraße 10a (Lage) | Bürgerliches Wohnhaus | Baujahr: 1782 Baumeister: Johann Rudolf Heinrich Richter | [[Vorlage:Bilderwunsch/code!/C:52.394481,13.049933!/D:Nördliche Innenstadt Kiezstraße 10a, Bürgerliches Wohnhaus!/\|BW]] |
| 09155093 | Nördliche Innenstadt Kiezstraße 11 (Lage) | Bürgerliches Wohnhaus | Baujahr: 1782/83 Baumeister: Johann Rudolf Heinrich Richter | Bürgerliches Wohnhaus |
| 09155094 | Nördliche Innenstadt Kiezstraße 12 (Lage) | Bürgerliches Wohnhaus | Baujahr: 1782/83 Baumeister: Johann Rudolf Heinrich Richter | Bürgerliches Wohnhaus |
| 09155095 | Nördliche Innenstadt Kiezstraße 13 (Lage) | Bürgerliches Wohnhaus | Baujahr: 1782/83 Baumeister: Johann Rudolf Heinrich Richter | Bürgerliches Wohnhaus |
| 09155096 | Nördliche Innenstadt Kiezstraße 16 (Lage) | Bürgerliches Wohnhaus | Baujahr: 1786 Baumeister: Johann Rudolf Heinrich Richter | Bürgerliches Wohnhaus |
| 09155097 | Nördliche Innenstadt Kiezstraße 20 (Lage) | Bürgerliches Wohnhaus | Baujahr: 1786 Baumeister: Johann Rudolf Heinrich Richter | Bürgerliches Wohnhaus |
| 09155098 | Nördliche Innenstadt Kiezstraße 21 (Lage) | Bürgerliches Wohnhaus | Baujahr: 1786 Baumeister: Johann Rudolf Heinrich Richter | [[Vorlage:Bilderwunsch/code!/C:52.394882,13.050127!/D:Nördliche Innenstadt Kiezstraße 21, Bürgerliches Wohnhaus!/\|BW]] |
| 09155099 | Nördliche Innenstadt Kiezstraße 22 (Lage) | Bürgerliches Wohnhaus | Baujahr: 1786 Baumeister: Johann Rudolf Heinrich Richter | Bürgerliches Wohnhaus |
| 09155100 | Nördliche Innenstadt Kleine Gasse 1-3 (Lage) | Kaserne | | Kaserne |
| 09156579 | Am Stern Kohlhasenbrücker Straße 106 (Lage) | Reichsfilmarchiv | | Reichsfilmarchiv |
| 09155836 | Teltower Vorstadt Kolonie Daheim 1-17, 20, 21, 24-37 (Lage)                                                                                               | Siedlung des Bau- und Sparvereins für Eisenbahnbedienstete, „Kolonie Daheim“                                             | | weitere Bilder |
| 09156072 | Babelsberg Süd Kopernikusstraße 30 (Lage) | Realgymnasium mit Toilettengebäude (heute Teil der Goethe-Schule)                                                        | Das Schulgebäude wurde 1911 als Althoff-Gymnasium erbaut und ist seit 2012 Sitz des Bertha-von-Suttner-Gymnasiums Babelsberg | Realgymnasium mit Toilettengebäude (heute Teil der Goethe-Schule) |
| 09156071 | Babelsberg Süd Kopernikusstraße 32 (Lage) | Platzanlage mit Verwaltungsgebäude der Allgemeinen Ortskrankenkasse                                                      | | Platzanlage mit Verwaltungsgebäude der Allgemeinen Ortskrankenkasse |
| 09156076 | Babelsberg Süd Kopernikusstraße 34-54 (gerade), 55, 57, Großbeeren-straße 88-98, 98a, 100-114 (gerade), Heideweg 20a-b, Pestalozzistraße 1, 3, 5 (Lage)   | Siedlung Am Findling einschließlich Grünflächen, Heidehaus und Findling                                                  | | Siedlung Am Findling einschließlich Grünflächen, Heidehaus und Findling |
| 09155969 | Babelsberg Nord Kreuzstraße 2 (Lage) | Kolonistenhaus in der alten „Kolonie Nowawes“                                                                            | | Kolonistenhaus in der alten „Kolonie Nowawes“ |
| 09155970 | Babelsberg Nord Kreuzstraße 3 (Lage) | Kolonistenhaus in der alten „Kolonie Nowawes“                                                                            | | Kolonistenhaus in der alten „Kolonie Nowawes“ |
| 09155971 | Babelsberg Nord Kreuzstraße 4 (Lage) | Kolonistenhaus in der alten „Kolonie Nowawes“                                                                            | | Kolonistenhaus in der alten „Kolonie Nowawes“ |
| 09155972 | Babelsberg Nord Kreuzstraße 5 (Lage) | Kolonistenhaus in der alten „Kolonie Nowawes“                                                                            | | Kolonistenhaus in der alten „Kolonie Nowawes“ |
| 09155973 | Babelsberg Nord Kreuzstraße 6 (Lage) | Kolonistenhaus in der alten „Kolonie Nowawes“                                                                            | | Kolonistenhaus in der alten „Kolonie Nowawes“ |
| 09156262 | Babelsberg Nord Kreuzstraße 11 (Lage) | Kolonistenhaus in der alten „Kolonie Nowawes“                                                                            | | Kolonistenhaus in der alten „Kolonie Nowawes“ |
| 09156838 | Nördliche Innenstadt { Kunersdorfer Straße 1-10, 14, 14a-b, 15, 15a, 16, 16a, 18, 18a-b, 19, 19a-b, 20, 20a, 21, 21a-b, 22, 22a-b, 23, 23a, 24-38} (Lage) | Straßenzug in der II. Barocken Stadterweiterung, südliche Kurfürstenstraße                                               | | Straßenzug in der II. Barocken Stadterweiterung, südliche Kurfürstenstraße |
| 09155691 | Nördliche Innenstadt Kurfürstenstraße 1 (Lage) | Barockes Typenhaus, ohne Quergebäude                                                                                     | | Barockes Typenhaus, ohne Quergebäude |
| 09155692 | Nördliche Innenstadt Kurfürstenstraße 2 (Lage) | Barockes Typenhaus, aufgestockt, ohne Quergebäude                                                                        | | Barockes Typenhaus, aufgestockt, ohne Quergebäude |
| 09155693 | Nördliche Innenstadt Kurfürstenstraße 3 (Lage) | Barockes Typenhaus, ohne Seitenflügel                                                                                    | | Barockes Typenhaus, ohne Seitenflügel |
| 09155694 | Nördliche Innenstadt Kurfürstenstraße 4 (Lage) | Barockes Typenhaus, ohne Quergebäude                                                                                     | | Barockes Typenhaus, ohne Quergebäude |
| 09155695 | Nördliche Innenstadt Kurfürstenstraße 5 (Lage) | Barockes Typenhaus, ohne Seitenflügel                                                                                    | | Barockes Typenhaus, ohne Seitenflügel |
| 09155696 | Nördliche Innenstadt Kurfürstenstraße 6 (Lage) | Barockes Typenhaus, ohne rechten Seitenflügel                                                                            | | Barockes Typenhaus, ohne rechten Seitenflügel |
| 09155697 | Nördliche Innenstadt Kurfürstenstraße 7 (Lage) | Barockes Typenhaus, ohne rechten Seitenflügel                                                                            | | Barockes Typenhaus, ohne rechten Seitenflügel |
| 09155698 | Nördliche Innenstadt Kurfürstenstraße 8 (Lage) | Barockes Typenhaus | | Barockes Typenhaus |
| 09155699 | Nördliche Innenstadt Kurfürstenstraße 9 (Lage) | Barockes Typenhaus, ohne linken Seitenflügel                                                                             | | Barockes Typenhaus, ohne linken Seitenflügel |
| 09155700 | Nördliche Innenstadt Kurfürstenstraße 10 (Lage) | Barockes Typenhaus, ohne Quergebäude                                                                                     | | Barockes Typenhaus, ohne Quergebäude |
| 09155701 | Nördliche Innenstadt Kurfürstenstraße 11 (Lage) | Wohn- und Geschäftshaus, ohne linken Seitenflügel                                                                        | | Wohn- und Geschäftshaus, ohne linken Seitenflügel |
| 09155702 | Nördliche Innenstadt Kurfürstenstraße 12 (Lage) | Wohn- und Geschäftshaus, ohne linken Seitenflügel                                                                        | | Wohn- und Geschäftshaus, ohne linken Seitenflügel |
| 09155703 | Nördliche Innenstadt Kurfürstenstraße 13 (Lage) | Barockes Typenhaus, aufgestockt                                                                                          | | Barockes Typenhaus, aufgestockt |
| 09155704 | Nördliche Innenstadt Kurfürstenstraße 14 (Lage) | Barockes Typenhaus, ohne Seitenflügel                                                                                    | | Barockes Typenhaus, ohne Seitenflügel |
| 09155705 | Nördliche Innenstadt Kurfürstenstraße 15 (Lage) | Barockes Typenhaus, ohne rechten Seitenflügel                                                                            | | Barockes Typenhaus, ohne rechten Seitenflügel |
| 09155706 | Nördliche Innenstadt Kurfürstenstraße 16 (Lage) | Barockes Typenhaus, ohne Seitenflügel und Quergebäude                                                                    | | Barockes Typenhaus, ohne Seitenflügel und Quergebäude |
| 09155707 | Nördliche Innenstadt Kurfürstenstraße 17 (Lage) | Barockes Typenhaus, einschließlich des rechten Fachwerkgebäudes                                                          | | Barockes Typenhaus, einschließlich des rechten Fachwerkgebäudes |
| 09155708 | Nördliche Innenstadt Kurfürstenstraße 18 (Lage) | Barockes Typenhaus, ohne rechten Seitenflügel und Quergebäude                                                            | | Barockes Typenhaus, ohne rechten Seitenflügel und Quergebäude |
| 09156766 | Nördliche Innenstadt Kurfürstenstraße 19, 20, Hebbelstraße 4, 5, Leiblstraße 25, 26 (Lage)                                                                | Wohnhausgruppe der Wohnanlage „Witam“ mit Einfriedung                                                                    | | Wohnhausgruppe der Wohnanlage „Witam“ mit Einfriedung |
| 09156636 | Nördliche Innenstadt Kurfürstenstraße 21/22 (Lage) | Wohnanlage „Witam“, Wohnhausgruppe Kurfürstenstraße 21/22                                                                | | Wohnanlage „Witam“, Wohnhausgruppe Kurfürstenstraße 21/22 |
| 09155724 | Nördliche Innenstadt Kurfürstenstraße 23 (Lage) | Wohnhaus, „Gymnastikschule Ullrich“                                                                                      | Das Gebäude wurde 1927 als Gymnastikschule konzipiert. Im Auftrag der Gymnastiklehrerin Margarete Ullrich (1895–1978) entwarf der Architekt Leopold Kuhlmann ein Wohnhaus mit angrenzender Turnhalle im Stil der Neuen Sachlichkeit. | Wohnhaus, „Gymnastikschule Ullrich“ |
| 09157239 | Nördliche Innenstadt Kurfürstenstraße 30 (Lage) | Wohnhaus mit Resten der Einfriedung und Wegepflasterung                                                                  | | Wohnhaus mit Resten der Einfriedung und Wegepflasterung |
| 09157247 | Nördliche Innenstadt Kurfürstenstraße 31 (Lage) | Mietwohnhaus | | Mietwohnhaus |
| 09156939 | Nördliche Innenstadt Kurfürstenstraße 49 (Lage) | Doppelturnhalle | | [[Vorlage:Bilderwunsch/code!/C:52.404641,13.063315!/D:Nördliche Innenstadt Kurfürstenstraße 49, Doppelturnhalle!/\|BW]] |
| 09156940 | Nördliche Innenstadt Kurfürstenstraße 50-51 (Lage) | Schulkomplex Eisenhartschule, bestehend aus zwei Schulgebäuden und Turnhalle, Schulhof sowie straßenseitiger Einfriedung | | [[Vorlage:Bilderwunsch/code!/C:52.404281,13.061448!/D:Nördliche Innenstadt Kurfürstenstraße 50-51, Schulkomplex Eisenhartschule, bestehend aus zwei Schulgebäuden und Turnhalle, Schulhof sowie straßenseitiger Einfriedung!/\|BW]] |
| 09155787 | Nördliche Innenstadt Kurfürstenstraße 52 (Lage) | Gebäude der Freimaurerloge „Teutonia zur Weisheit“                                                                       | | [[Vorlage:Bilderwunsch/code!/C:52.40417,13.060694!/D:Nördliche Innenstadt Kurfürstenstraße 52, Gebäude der Freimaurerloge „Teutonia zur Weisheit“!/\|BW]]                                                                           |
| 09155788 | Nördliche Innenstadt Kurfürstenstraße 53 (Lage) | Victoria-Gymnasium | Das Gebäude des heutigen Helmholtz-Gymnasiums wurde 1878 erbaut. | Victoria-Gymnasium |
| 09157094 | Teltower Vorstadt Küsselstraße 9 (Lage) | Villa van Merlen mit Nebengebäude und Garten                                                                             | | [[Vorlage:Bilderwunsch/code!/C:52.389306,13.046691!/D:Teltower Vorstadt Küsselstraße 9, Villa van Merlen mit Nebengebäude und Garten!/\|BW]]                                                                                        |